# La vida por delante
La vida por delante és una pel·lícula còmica espanyola de 1958 escrita, protagonitzada i dirigida per Fernando Fernán Gómez. L'èxit comercial del film va propiciar que es rodés La vida alrededor en 1959. És una pel·lícula plena d'humor, en la qual Fernando Fernán Gómez comença a usar el flashback com a recurs narratiu, així com el multiperspectivisme, perquè roda una mateixa escena des de tres punts de vista diferents. A més, resulta bastant actual en els temes que planteja.

## Sinopsi
És una comèdia que narra les desventures d'uns jovençans bastant desafortunats en l'ús de les seves professions (ell, Fernando Fernán Gómez, advocat i ella, Analía Gadé, metgessa) i en la cerca d'un pis digne en el qual puguin viure.

## Premis
Medalles del Cercle d'Escriptors Cinematogràfics
| Categoria                | Pel·lícula            |
| ------------------------ | --------------------- |
| Millor pel·lícula        |                       |
| Millor argument original | Fernando Fernán Gómez |